# Baldassare Reina

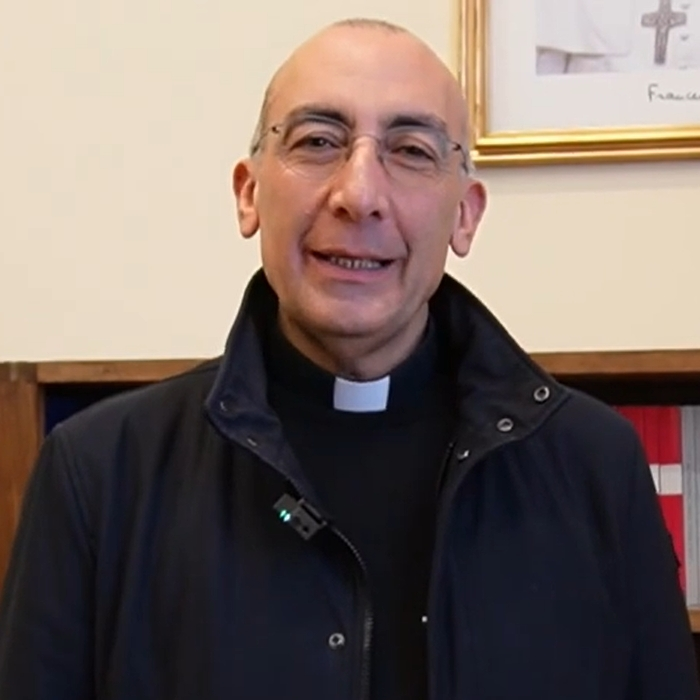
Baldassare Reina (Februar 2023)

Wappen von Baldassare Reina als Kardinalvikar von Rom

Wappen von Baldassare Reina als Vizegerent

Wappen von Baldassare Reina als Weihbischof

Baldassare Kardinal Reina (* 26. November 1970 in San Giovanni Gemini, Provinz Agrigent) ist ein italienischer römisch-katholischer Geistlicher sowie Generalvikar Seiner Heiligkeit für das Bistum Rom und Erzpriester der Lateranbasilika.

## Leben
Baldassare Reina besuchte ab 1981 das Kleine Seminar des Bistums Agrigent. Anschließend absolvierte er an der Päpstlichen Universität Gregoriana das Studium der Philosophie und der Katholischen Theologie, das er 1995 mit dem Baccalaureato abschloss. Am 8. September 1995 empfing Reina das Sakrament der Priesterweihe für das Bistum Agrigent. Nach weiterführenden Studien erwarb er 1998 an der Päpstlichen Universität Gregoriana ein Lizenziat im Fach Biblische Theologie.
Reina war zunächst als Diözesanassistent der Katholischen Aktion und als Vizerektor des Kleinen Seminars des Bistums Agrigent tätig, bevor er 2001 Pfarrer der Pfarrei Beata Maria Vergine dell’Itria in Favara wurde. Von 2003 bis 2009 wirkte er als Studienpräfekt am Studio Teologico San Gregorio Agrigentino. Danach wurde er Pfarrer der Pfarrei San Leone in Agrigent. Von 2013 bis 2022 war Baldassare Reina Regens des erzbischöflichen Priesterseminars in Agrigent. Daneben lehrte er Bibelwissenschaft am Istituto di Scienze Religiose in Agrigent und am Studio Teologico San Gregorio Agrigentino. Zudem war Reina Direktor des Diözesanbüros für die Kultur und Domherr an der Kathedrale von Agrigent. Außerdem gehörte er dem Priesterrat und dem Konsultorenkollegium des Erzbistums Agrigent an. Ab 2022 war Reina an der Kongregation für den Klerus tätig.
Am 27. Mai 2022 ernannte ihn Papst Franziskus zum Titularbischof von Aquae in Mauretania und zum Weihbischof in Rom. Der Kardinalvikar des Bistums Rom, Angelo De Donatis, spendete ihm sowie Riccardo Lamba und Daniele Salera am 29. Juni desselben Jahres in der Lateranbasilika die Bischofsweihe. Mitkonsekratoren waren der emeritierte Erzbischof von Agrigent, Francesco Kardinal Montenegro, und der Erzbischof von Siena-Colle di Val d’Elsa-Montalcino, Augusto Paolo Kardinal Lojudice. Sein Wahlspruch Caritas patiens („Die Liebe ist langmütig“) stammt aus 1 Kor 13,4 .
Papst Franziskus bestellte ihn am 6. Januar 2023 zum Vizegerenten des Bistums Rom und erhob ihn zum Titularerzbischof pro hac vice von Aquae in Mauretania. Am 6. April 2024 ernannte Papst Franziskus Angelo De Donatis zum Kardinalgroßpönitentiar. Zugleich ernannte er Reina zum Apostolischen Administrator von Ostia.
Am 6. Oktober 2024 ernannte ihn Papst Franziskus zum Generalvikar Seiner Heiligkeit für das Bistum Rom. Am selben Tag kündigte Papst Franziskus an, ihn am 7. Dezember 2024 in das Kardinalskollegium aufnehmen zu wollen. Zudem ernannte ihn Papst Franziskus am 25. Oktober 2024 zum Erzpriester der Lateranbasilika. Im Konsistorium vom 7. Dezember 2024 nahm ihn Papst Franziskus als Kardinalpriester mit der Titelkirche Santa Maria Assunta e San Giuseppe a Primavalle in das Kardinalskollegium auf. Kardinal Reina nahm nach dem Tod von Papst Franziskus am Konklave 2025 teil.
Am 11. Januar 2025 berief ihn Franziskus zum Mitglied des Dikasteriums für den Klerus. Papst Leo XIV. bestellte ihn am 19. Mai 2025 zudem zum Großkanzler des Päpstlichen Theologischen Instituts Johannes Paul II. für Ehe- und Familienwissenschaften.